# Dario Galli (politico)
Dario Galli (Tradate, 25 giugno 1957) è un politico italiano.

## Biografia
Laureato in Ingegneria meccanica al Politecnico di Milano nel 1983, vi ha conseguito un master in Direzione aziendale nel 1987. Già sindaco di Tradate dal 1993 al 2002 per due mandati, ha militato fin da giovane nella Lega Nord arrivando a candidarsi per la carica di deputato nelle elezioni politiche del 1996 risultando il primo dei non eletti nella circoscrizione Lombardia 2; subentra poi al deputato Carlo Ambrogio Frigerio, deceduto nel 1997, a seguito di elezioni suppletive. Il 4 giugno 1997 entra alla Camera dove si iscrive al gruppo Lega Nord. Durante questa legislatura è membro della 5ª Commissione Bilancio, tesoro e programmazione della Camera (2001) e componente della Commissione parlamentare d'inchiesta sul ciclo dei rifiuti e sulle attività illecite ad esso connesse (2000-2001).
Ricandidato alla Camera nelle elezioni politiche del 2001 risulta rieletto. Durante la XIV legislatura ricopre il ruolo di membro del comitato direttivo e vice-capogruppo del gruppo Lega Nord alla Camera dei deputati (2001-2006) e capogruppo della Lega Nord nella 11ª Commissione Lavoro Pubblico e Privato della Camera (2001-2006).
Alle elezioni politiche del 2006 si candida al Senato della Repubblica, tra le liste della Lega Nord nella circoscrizione Lombardia in quarta posizione, risultando eletto senatore. Nella XV legislatura della Repubblica è stato componente della 11ª Commissione Lavoro, previdenza sociale e della Commissione parlamentare d'inchiesta sul fenomeno degli infortuni sul lavoro, capogruppo della Lega nella Commissione parlamentare di vigilanza RAI e vice-capogruppo del gruppo parlamentare Lega Nord Padania a Palazzo Madama.

Alle elezioni amministrative del 2008 Galli viene candidato dalla coalizione del centro-destra alla presidenza della Provincia di Varese, formata da Il Popolo della Libertà, Lega Nord e Unione di Centro. Il 15 febbraio 2008 è stato eletto Presidente della Provincia di Varese con il 64,12% dei voti.

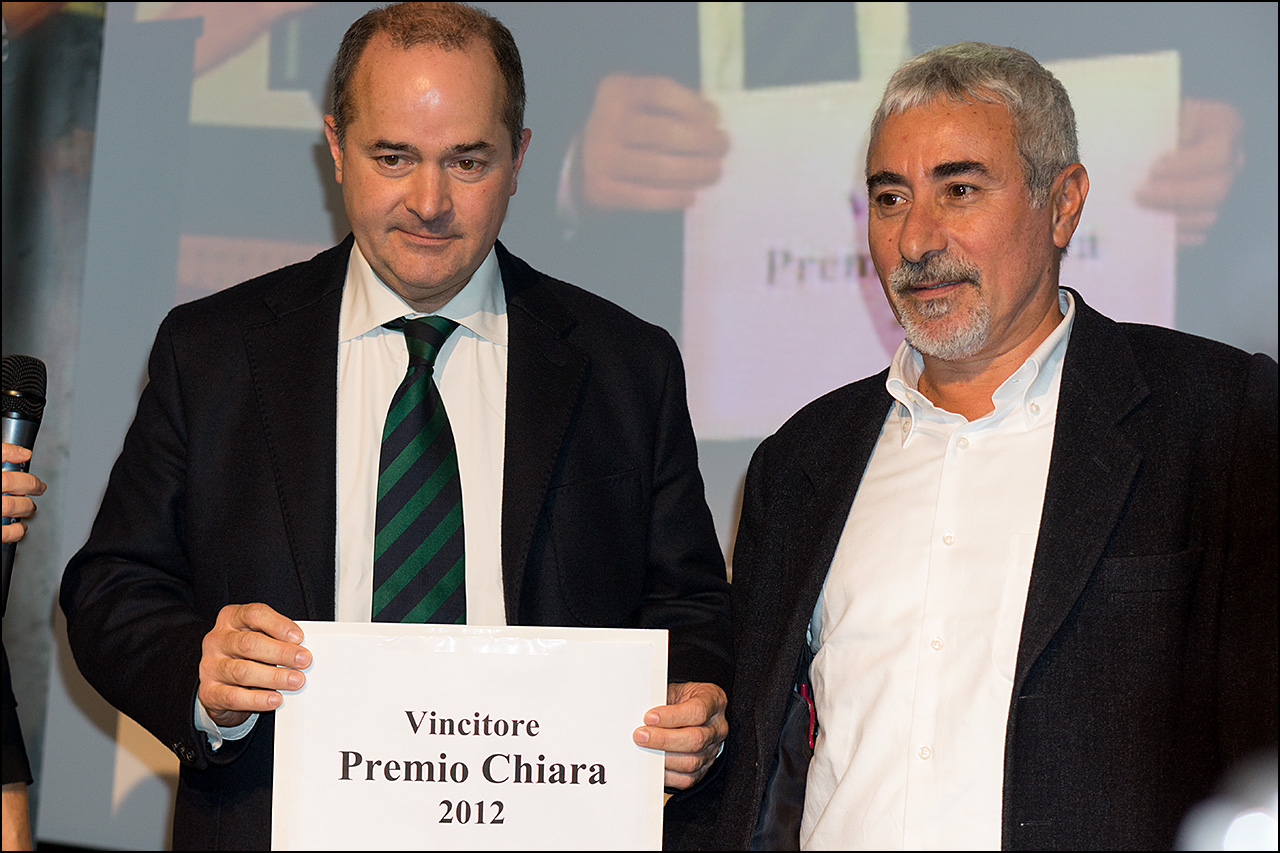
Galli assieme a Pino Cacucci al Premio Chiara nel 2012

Il 5 aprile 2011 viene nominato, dal Ministro dell'economia e delle finanze Giulio Tremonti, come nuovo consigliere d'amministrazione del gruppo Finmeccanica.
Il 21 aprile 2013, a seguito delle modifiche apportate dal governo alla forma amministrativa delle province, la giunta e il consiglio varesino vengono dichiarati decaduti e commissariati: Galli comunque resta alla guida dell'ente, seppur non più con competenza presidenziale, fino alle nuove elezioni.
Il 25 giugno 2017 viene rieletto al turno di ballottaggio sindaco della città di Tradate, battendo l'amministratrice uscente Laura Fiorina Cavalotti.
Alle elezioni politiche del 2018 è eletto nel plurinominale Lombardia 2 e il 12 giugno è nominato viceministro allo Sviluppo Economico nel Governo Conte I. A seguito di ciò, il 13 ottobre 2018 lascia la carica di primo cittadino tradatese, dopo che la giunta delle elezioni e delle immunità parlamentari delibera l'incompatibilità tra gli incarichi ricoperti.Si candida poi per il rinnovo del consiglio comunale nel 2019, dove risulta eletto con 66 preferenze.
Nel corso della XVIII legislatura ha fatto parte della Commissione speciale per l'esame degli atti urgenti presentati dal Governo (2018), 10ª Commissione Attività produttive, commercio e turismo (2019-2022), venendo sostituito per l'incarico di governo che occupava da Elena Murelli, e Commissione Politiche dell'Unione europea della Camera dei deputati (2018-2019).
Nella primavera del 2024 è tra i 21 dissidenti della Lega che scrivono al segretario Matteo Salvini chiedendogli di tornare al pragmatismo del vecchio partito, di non allearsi con gli estremisti Alternative für Deutschland e Marine Le Pen e di non candidare il generale Roberto Vannacci alle elezioni europee di giugno.

## Controversie
Il 9 luglio 2003, durante una seduta della Camera, assieme ad alcuni leghisti (il capogruppo Alessandro Cè, Luciano Dussin, Andrea Gibelli, Sergio Rossi e Luciano Polledri) mostrano le t-shirt con la scritta "io non sto con Abele" e "Caino sconti la pena", venendo richiamati due volte dall'allora presidente della Camera Pier Ferdinando Casini, che poi li espelle.